# (13752) Grantstokes
(13752) Grantstokes est un astéroïde de la ceinture principale.

## Description
(13752) Grantstokes est un astéroïde de la ceinture principale. Il fut découvert le 17 septembre 1998 à la station Anderson Mesa par le programme LONEOS. Il présente une orbite caractérisée par un demi-grand axe de 2,43 UA, une excentricité de 0,19 et une inclinaison de 7,1° par rapport à l'écliptique.

## Compléments